# 新山詩織
新山詩織（日语：／ Niyama Shiori，1996年2月10日—），日本女創作歌手。埼玉縣出身，所屬經紀公司及唱片公司為 B ZONE。2012年，新山在16歲時參加唱片公司舉辦的徵選大賽，公開演唱自創曲《就這樣吧〜acoustic version〜》獲得注目，並取得出道機會。2018年12月停止活动。
2021年4月活動再開。

## 經歷
新山詩織於16歲的高中二年級春天，以「詩織」名義參加日本知名Being公司的「Treasure Hunt～Being Addition 2012」徵選活動，於現場表演個人原創歌曲《就這樣吧〜acoustic version〜》與椎名林檎的《丸之內虐待狂》，擊敗8千名同場競爭者並獲評審肯定脫穎而出。2013年4月17日，以單曲《游移》正式主流出道。
2016年6月，在富士電視台播出的月9連續劇《Love Song》客串一角，並演唱劇中福山雅治創作的插曲《我保持這樣的我/戀愛中》而知名度大增。
2018年12月，在最后一场演唱会结束后停止音乐活动。
2021年4月，音樂活動再重新始動發表。

## 人物
新山因父親的影響，自小學開始接觸70、80年代的音樂，因而對老一代的音樂產生興趣。包括藍調、龐克等各種搖滾音樂。一開始接觸的樂器是鋼琴，其後對家中的吉他產生興趣，上中學後亦加入學校的輕音樂部並組了女子樂團。上高中後，因高中沒有輕音樂部，於是在高一夏天，開始報名吉他與歌唱課程，原本對進演藝圈沒有興趣的新山，想改變自己內向的性格，因而開始在新宿、大宮、池袋等地展開街頭演唱並報名參加徵選。
座右銘是「不是對神發誓，而是對自己發誓」。欣賞的作家是伊坂幸太郎。

## 音樂作品

### 單曲
|     | 發行日         | 名稱                         | 規格                             | 最高名次 |
| --- | -------------- | ---------------------------- | -------------------------------- | -------- |
| 0th | 2012年12月12日 | 就這樣吧〜acoustic version〜 | CD                               | 非賣品   |
| 1st | 2013年4月17日  | 游移                         | CD                               | 57名     |
| 2nd | 2013年7月10日  | Don't Cry                    | CD                               | 38名     |
| 3rd | 2013年11月13日 | 自言自語                     | CD                               | 39名     |
| 4th | 2014年2月12日  | 存在當下                     | CD                               | 45名     |
| 5th | 2014年12月3日  | 絕對                         | CD＋DVD（MV） CD＋DVD（Live） CD | 53名     |
| 6th | 2015年3月18日  | 感謝                         | CD＋DVD（MV） CD＋DVD（Live） CD | 40名     |
| 7th | 2016年2月10日  | 接下來的去向                 | CD＋DVD（MV） CD＋DVD（Live） CD | 21名     |
| 8th | 2016年6月29日  | 我保持這樣的我/戀愛中        | CD＋DVD（MV） CD                 | 15名     |
| 9th | 2017年9月6日   | 再見了我的戀心               | CD＋DVD（MV） CD                 | 39名     |

### 專輯
|     | 發行日        | 名稱          | 規格                    | 最高名次 |
| --- | ------------- | ------------- | ----------------------- | -------- |
| 1st | 2014年3月26日 | 新山詩織      | CD＋DVD CD＋小說小冊 CD | 39名     |
| 2nd | 2015年6月17日 | Hello Goodbye | CD＋DVD CD              | 32名     |

## 戲劇作品

### 電視劇
- Love Song（2016年4月11日 - ，富士電視台）飾演 宍戸春乃 (回想)

## 廣告
- 江崎固力果 「ポッキーチョコレート」（新山詩織 × Pocky篇）

## 廣播主持
- 新山詩織のふたりごと（2014年7月 - ，NACK5）

## 專欄連載

### 音樂雜誌
- FLYING POSTMAN PRESS
- WHAT's IN?（日语：WHAT's IN?）「詩を織る」

### 小說連載
- 新山詩織 × AKuBiy（アクビー）魔法のiらんどでコラボ

## 外部連結
- Beingグループ - 經紀公司官方網站
- 新山詩織Official Website （页面存档备份，存于） - 個人官方網站
- 新山詩織的Ameba部落格（日語）
- 新山詩織的X（前Twitter）
- 新山詩織 個人官方LINE BLOG （页面存档备份，存于）
- 新山詩織 g.o.a.tプロモーション by KDDI
- YouTube上的新山詩織頻道